# Supercoppa italiana 2014 (pallavolo femminile)
La Supercoppa italiana di pallavolo femminile 2014 si è svolta dal 22 al 25 ottobre 2014: al torneo hanno partecipato tre squadre di club italiane e la vittoria finale è andata per la seconda volta consecutiva al River Volley.

## Regolamento
Le squadre hanno disputato semifinali (a cui hanno partecipato la squadra finalista della Coppa Italia 2013-14 e quella finalista dei play-off scudetto della Serie A1 2013-14) e finale.

## Squadre partecipanti
| Squadra       | Qualificazione                                   | Ultima partecipazione    |
| ------------- | ------------------------------------------------ | ------------------------ |
| Bergamo       | Finalista Coppa Italia 2013-14                   | Supercoppa italiana 2011 |
| Busto Arsizio | Finalista play-off scudetto Serie A1 2013-14     | Supercoppa italiana 2012 |
| River         | Vincitrice Serie A1 2013-14/Coppa Italia 2013-14 | Supercoppa italiana 2013 |

## Torneo

### Semifinali
| 22 ottobre 2014 PalaGeorge, Montichiari Durata: 2h:01 - Spettatori: 2 089 | Busto Arsizio | 3 - 1 | Bergamo | 29-27, 22-25, 25-22, 25-21 |

### Finale
| 25 ottobre 2014 Palazzetto dello Sport, Monza Durata: 2h:07 - Spettatori: 2 800 | River | 3 - 2 | Busto Arsizio | 15-25, 25-16, 25-27, 25-19, 15-11 |